# Frederick Cawley, 1. Baron Cawley
Frederick Cawley, 1. Baron Cawley, PC, JP (* 9. Oktober 1850 in Priestlands, Bunbury, Cheshire; † 30. März 1937 in Berrington Hall, Leominster, Herefordshire) war ein britischer Politiker der Liberal Party, der zwischen 1895 und 1918 Abgeordneter des Unterhauses (House of Commons) sowie von 1916 bis 1918 Kanzler des Herzogtums Lancaster (Chancellor of the Duchy of Lancaster) war. Nachdem er 1918 zum Baron Cawley erhoben wurde, war er bis zu seinem Tode 1937 Mitglied des Oberhauses (House of Lords).

## Leben

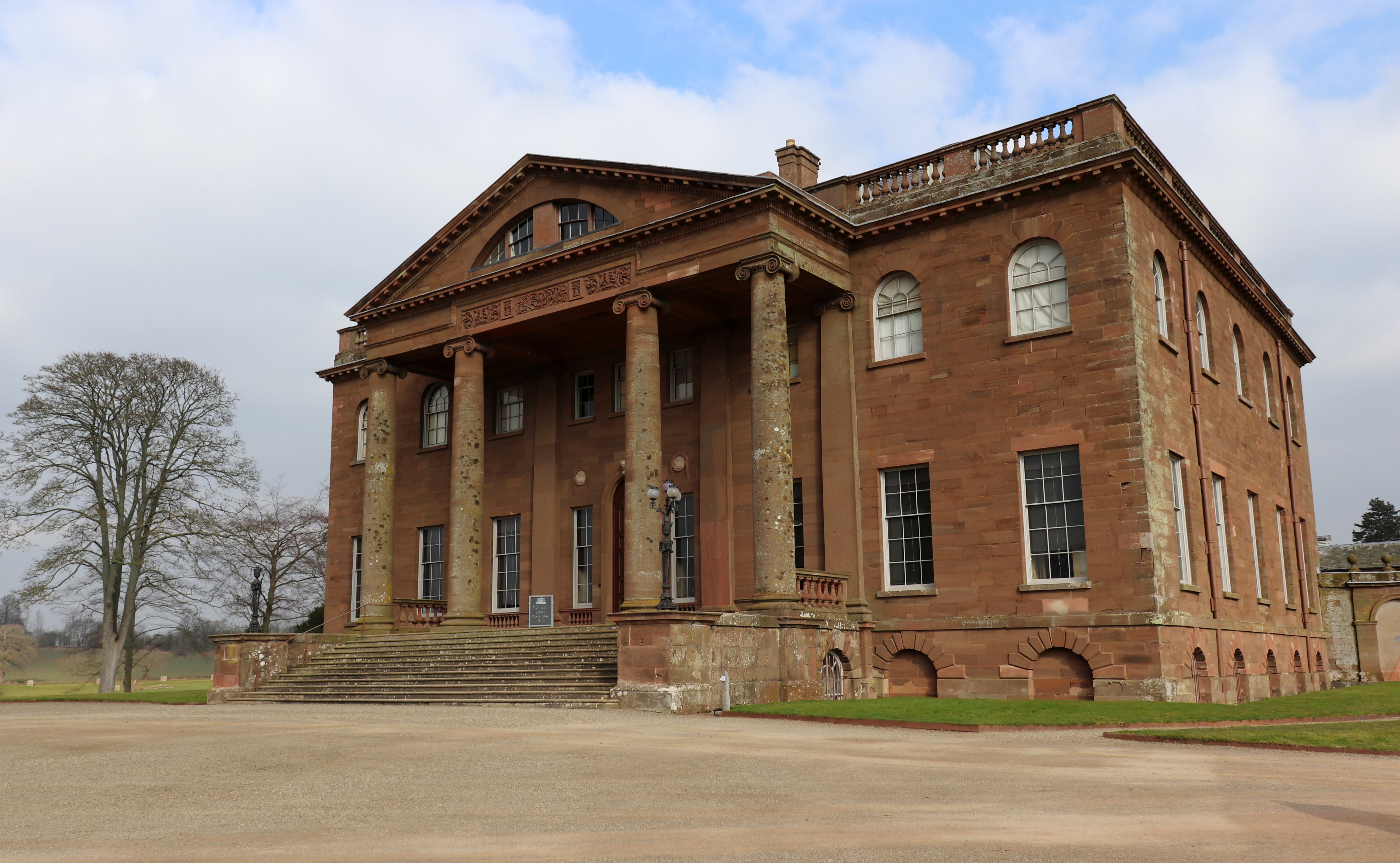
Berrington Hall, Landsitz des Barons Cawley in Leominster, Herefordshire.

Frederick Cawley, Sohn von Thomas Cawley und dessen Ehefrau Harriet Bird, besuchte die Aldersey School in Bunbury sowie das Wesley College in Sheffield. Er war ein wohlhabender Unternehmer der Baumwollindustrie in Lancashire und Vorsitzender der Heaton Mills Bleaching Company in Middleton. Er wurde am 13. Juli 1895 für die Liberal Party im Wahlkreis Prestwich erstmals zum Abgeordneten des Unterhauses gewählt und gehörte diesem bis zum 15. Januar 1918 an. Er fungierte als Friedensrichter (Justice of the Peace) für Herefordshire und Lancashire. Am 1. Dezember 1906 wurde ihm in der Baronetage of the United Kingdom der erbliche Adelstitel Baronet, of Prestwich in the County of Lancaster, verliehen.
Am 10. Dezember 1916 übernahm Cawley in der Regierung Lloyd George das Amt als Kanzler des Herzogtums Lancaster und hatte dieses Amt bis zum 10. Februar 1918 inne, woraufhin Max Aitken, 1. Baron Beaverbrook, seine Nachfolge antrat. Als solcher wurde er am 13. Dezember 1916 auch Mitglied des Kronrates (Privy Council). Er fungierte auch als Vorsitzender des Kriegsausschusses (War Committee) der Liberalen Partei sowie nach der Schlacht von Gallipoli als Mitglied der Dardanellen-Kommission.
Nach seinem Ausscheiden aus dem Unterhaus am 15. Januar 1918 wurde Frederick Cawley durch ein Letters Patent vom 16. Januar 1918 in der Peerage of the United Kingdom als Baron Cawley, of Prestwich in the County of Lancaster, zum erblichen Peer erhoben, wodurch er bis zu seinem Tod am 30. März 1937 Mitglied des Oberhauses war.
Am 24. August 1876 heiratete er in Audlum Elizabeth Smith. Aus dieser Ehe gingen vier Söhne sowie eine Tochter hervor. Der älteste Sohn Robert Hugh Cawley erbte bei seinem Tod seine Adelstitel. Der zweitälteste Sohn Harold Thomas Cawley war Barrister sowie von 1910 bis 1915 ebenfalls Abgeordneter des Unterhauses und fiel als Captain des 6. Bataillons des Manchester Regiment am 23. September 1915 bei der Schlacht von Gallipoli. Der drittälteste Sohn John Stephen Cawley starb als Major der 1. Kavalleriebrigade gleich zu Beginn des Ersten Weltkrieges am 1. September 1914. Seine einzige Tochter Hilda Mary Cawley war mit Captain Charles Edwin Percival Long verheiratet. Der jüngste Sohn Oswald Cawley war 1918 ebenfalls Abgeordneter des Unterhauses und fiel als Captain der Shropshire Yeomanry am 22. August 1918. Nach seinem Tod wurde er am 2. April 1937 in Eye Leominster beigesetzt und hinterließ ein Vermögen von 864.479 Pfund Sterling.